# 桂娃
參數所指定的目標頁面不存在，建議更正成存在頁面或直接建立下列一個頁面（建立前請先搜尋是否有合適的存在頁面可以取代）：
- 桂娃 (园博会)

桂娃，為中國广西壮族自治区於2008年，為了自治區成立五十週年大慶所設計的吉祥物。
2008年9月18日，廣西壯族自治區成立五十週年大慶籌備委員會辦公室公佈了自治區成立五十週年大慶徽標和吉祥物評選的結果，兩項分別由《丹鳳朝陽 蛟龍出海》、《桂娃（繡球造型）》獲選。桂娃是從來自全國各地329名設計者（個人或單位）的221件吉祥物作品中所挑選出的。
『桂』是廣西的簡稱，桂娃以廣西壯族繡球為設計元素，是一個身穿壯族傳統服飾的卡通形象，繡球是壯族著名的傳統刺繡工藝品，而以紅色為主色調則是為了凸顯壯族民族文化特色，並烘托出50週年大慶的喜悅氣氛。